# Bio Freaks
Bio Freaks, также известная как Bio F.R.E.A.K.S. — 3D-файтинг, разработанный Saffire и выпущенный Midway Games в 1998 году. Изначально разрабатывалась для аркадных автоматов. Рабочие прототипы игры были установлены на некоторые автоматы, но разработка этой версии была прекращена (образ игры для игровых автоматов можно найти в интернете и запустить на эмуляторе аркадных автоматов MAME). Но вскоре вышла версия для PlayStation, Nintendo 64 и ПК под управлением Windows.
Bio Freaks получила смешанные отзывы от игровой прессы. На сайте GameRankings средняя оценка составляет 68,08 % у версии для Nintendo 64 и 60,83 % для PlayStation. На сайте GameSpot версия для Nintendo 64 оценена в 6 баллов из 10 возможных и удостоена похвалы за графику, но раскритикована за однообразный геймплей.

## Отзывы
| Сводный рейтинг | Сводный рейтинг |
| Агрегатор       | Оценка          |
| --------------- | --------------- |
| GameRankings    | 68,08 %         |